# Wasserwerkportal (Detmold)

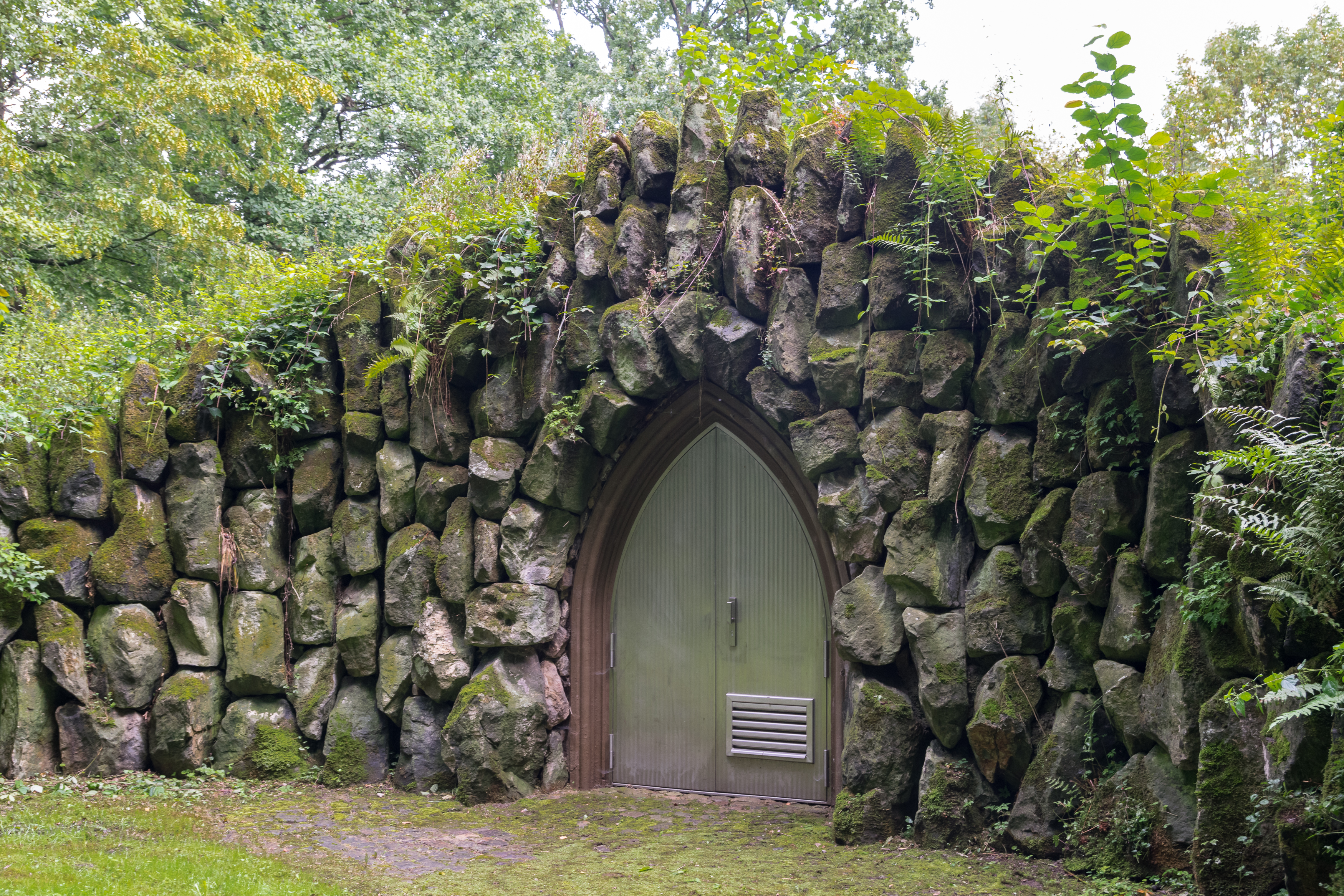
Südportal

Das Wasserwerkportal (eigentlich: Portale eines Wasserhochbehälters) am Schützenberg in Detmold wurde am 25. Oktober 1990 unter der Nummer 358 in die Liste der Baudenkmäler in Detmold eingetragen.
Theodor Petri, seinerzeit Bürgermeister in Detmold, ließ ab 1893 die Stadt mit einem Kanalisationsnetz versehen. Grafregent Ernst zur Lippe-Biesterfeld übergab 1898 die „ewigen Nutzungsrechte“ an den Berlebecker Quellen an die Bürger der Stadt. So entstand an den Quellen 1899 eine Portalanlage für die zentrale Wasserversorgung. Ebenfalls aus dem Jahr 1899 ist der Speicher auf dem Schützenberg. Von den Quellen führt eine Leitung hangabwärts bis zur Oberen Mühle südlich der Kernstadt. Hier wird das Wasser durch eine Pumpe in den Wasserbehälter auf dem Gipfel des Schützenberges hinaufgepumpt. Der Speicher wurde am 29. März 1900 erstmals befüllt und das Wasserleitungsnetz am 1. April 1900 in Betrieb genommen. Von Beginn an wurden bei den Abnehmern Zähler installiert, um sie so zur Sparsamkeit anzuhalten.
Die Innenstadt deckt heute noch rund ein Drittel ihres Wasserbedarf aus den Berlebecker Quellen, genauer 1,1 von jährlich 3,4 Millionen Kubikmetern. Weitere Quellen befinden sich am Donoperteich in Hiddesen und im Heidental, diese speisen jedoch normalerweise nicht den Wasserhochbehälter auf dem Schützenberg.
Der eigentliche Wasserbehälter fasst rund 1000 m³ und ist unter einem Erdhügel begraben. Nach außen sichtbar sind nur die beiden Portale nach Norden und Süden. Die Mauer des nördlichen Portal ist gerade und besteht aus unbehauenen Bruchsteinen. Nach oben erfolgt ein Abschluss durch Spitzbogenfries. Die Mauer des südlichen Portals hat eine konkave Form und ist aus deutlich größeren Bruchsteinen gemauert. Die Mauer verläuft halbrund und passt sich damit der Form des Erdhügels an. Die zweiflügeligen Spitzbogen-Eisentüren mit dekorativem Beschlag mussten in neuerer Zeit aus Sicherheitsgründen ausgetauscht werden.